# Jogos da Commonwealth de 1978
Os Jogos da Commonwealth de 1978  foram realizados em Edmonton, Canadá, entre 24 de janeiro e 2 de fevereiro.
O processo de eleição foi realizado na cidade de Munique, durante os Jogos Olímpicos de 1972. Edmonton venceu a cidade de Leeds, na Inglaterra, por 36 votos a 10.

## Modalidades
- Atletismo
- Badminton
- Boxe
- Ciclismo
- Ginástica
- Halterofilismo
- Lawn Bowls
- Lutas
- Natação
- Saltos ornamentais
- Tiro

## Países participantes

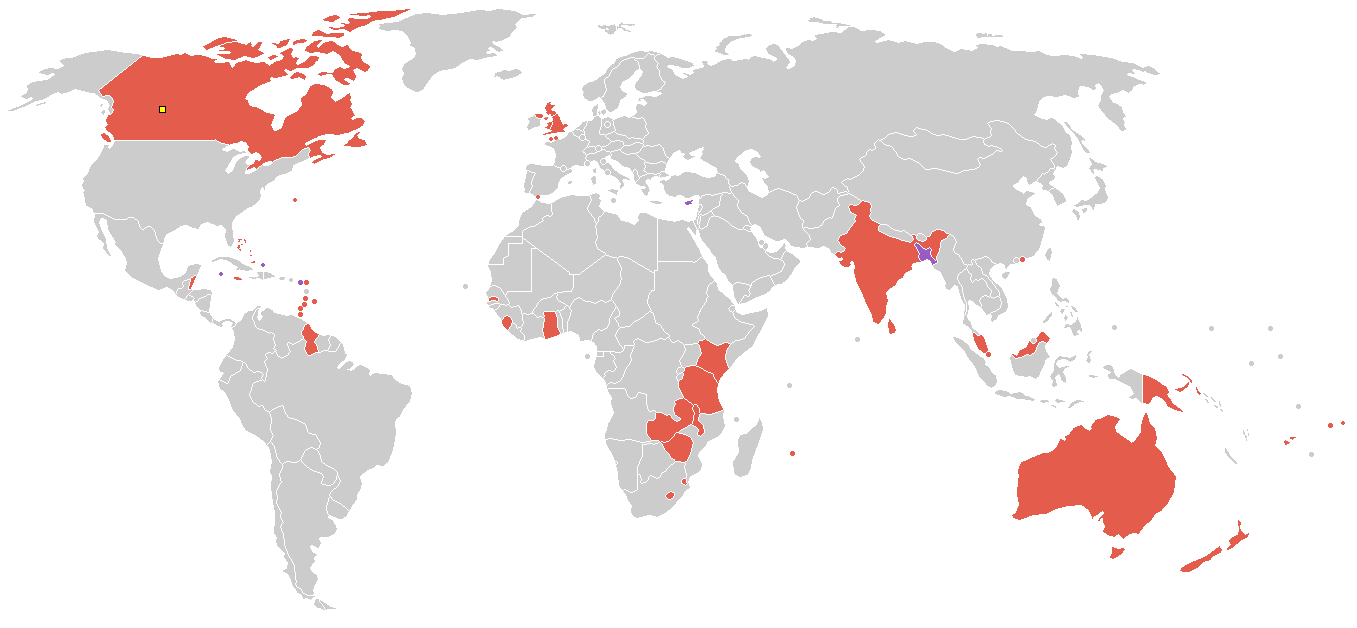
Países participantes.

| - Antígua e Barbuda - Austrália - Barbados - Bangladesh - Bermuda - Botswana - Canadá - Chipre - Escócia - Fiji - Gâmbia - Gana - Gibraltar - Guernsey - Granada - Honduras Britânicas |  | - Hong Kong - Ilhas Caimã - Ilha de Man - Ilhas Cook - Índia - Inglaterra - Irlanda do Norte - Jamaica - Jérsei - Lesoto - Malawi - Malásia - Ilhas Maurícias - Nova Zelândia - País de Gales - Papua-Nova Guiné |  | - Quênia - Rodésia - São Cristóvão e Neves - São Vicente e Granadinas - Samoa Ocidental - Serra Leoa - Singapura - Sri Lanka - Essuatíni - Tanzânia - Tonga - Trinidad e Tobago - Turks e Caicos - Uganda - Zâmbia |

## Medalhistas
| Ordem | País              | Medalha de ouro | Medalha de prata | Medalha de bronze | Total |
| ----- | ----------------- | --------------- | ---------------- | ----------------- | ----- |
| 1     | Canadá            | 45              | 31               | 33                | 109   |
| 2     | Inglaterra        | 27              | 27               | 33                | 87    |
| 3     | Austrália         | 24              | 33               | 27                | 84    |
| 4     | Quênia            | 7               | 6                | 5                 | 18    |
| 5     | Nova Zelândia     | 5               | 6                | 9                 | 20    |
| 6     | Índia             | 5               | 5                | 5                 | 15    |
| 7     | Escócia           | 3               | 6                | 5                 | 14    |
| 8     | Jamaica           | 2               | 2                | 3                 | 7     |
| 9     | País de Gales     | 2               | 1                | 5                 | 8     |
| 10    | Irlanda do Norte  | 2               | 1                | 2                 | 5     |
| 11    | Hong Kong         | 2               | 0                | 0                 | 2     |
| 12    | Malásia           | 1               | 2                | 1                 | 4     |
| 13    | Gana              | 1               | 1                | 1                 | 3     |
| 13    | Guiana            | 1               | 1                | 1                 | 3     |
| 15    | Tanzânia          | 1               | 1                | 0                 | 2     |
| 16    | Trinidad e Tobago | 0               | 2                | 2                 | 4     |
| 16    | Zâmbia            | 0               | 2                | 2                 | 4     |
| 18    | Bahamas           | 0               | 1                | 0                 | 1     |
| 18    | Papua-Nova Guiné  | 0               | 1                | 0                 | 1     |
| 20    | Samoa Ocidental   | 0               | 0                | 3                 | 3     |
| 21    | Ilha de Man       | 0               | 0                | 1                 | 1     |

     País sede destacado.